# Sci-Fi Lullabies
Sci-Fi Lullabies é a primeira coletânea musical da banda Suede, lançada a 6 de Outubro de 1997.
De acordo com Nielsen SoundScan, o disco vendeu 19 mil cópias nos Estados Unidos no final de 2008, apesar de não ter entrado nas tabelas da Billboard.
| Críticas profissionais                                                      | Críticas profissionais |
| Avaliações da crítica                                                       | Avaliações da crítica  |
| Fonte                                                                       | Avaliação              |
| --------------------------------------------------------------------------- | ---------------------- |
| allmusic                                                                    | [ 2 ]                  |
| Pitchfork Media                                                             | (8.8/10)               |
| Esta tabela precisa de ser acompanhada por texto em prosa. Consulte o guia. |                        |

## Faixas
Todas as faixas por Brett Anderson e Bernard Butler, exceto onde anotado.

### Disco 1
1. "My Insatiable One" – 2:57
2. "To the Birds" – 5:24
3. "Where the Pigs Don't Fly" – 5:33
4. "He's Dead" – 5:13
5. "The Big Time" – 4:28
6. "High Rising" – 5:49
7. "The Living Dead" – 2:48
8. "My Dark Star" – 4:26
9. "Killing of a Flash Boy" – 4:07
10. "Whipsnade" – 4:22
11. "Modern Boys" – 4:07
12. "Together" (Anderson, Richard Oakes) – 4:29
13. "Bentswood Boys" (Anderson, Oakes) – 3:15
14. "Europe Is Our Playground" (Nova versão) (Anderson, Mat Osman) – 5:39

### Disco 2
1. "Every Monday Morning Comes" (Anderson, Oakes) – 4:28
2. "Have You Ever Been This Low?" (Anderson, Oakes) – 3:52
3. "Another No One" (Anderson) – 3:56
4. "Young Men" (Anderson, Oakes) – 4:35
5. "The Sound of the Streets" (Anderson) – 4:59
6. "Money" (Anderson, Oakes) – 4:04
7. "W.S.D." (Anderson) – 5:46
8. "This Time" (Anderson, Oakes) – 5:46
9. "Jumble Sale Mums" (Anderson, Oakes) – 4:15
10. "These Are the Sad Songs" (Anderson, Oakes) – 6:20
11. "Sadie" (Anderson, Oakes) – 5:24
12. "Graffiti Women" (Anderson) – 4:51
13. "Duchess" (Anderson, Neil Codling) – 3:55